# Raffaele Di Paco
Raffaele Di Paco, né le 7 juin 1908 à Fauglia, dans la province de Pise en Toscane et mort le 21 mai 1996 dans la même ville, est un coureur cycliste italien, professionnel dans les années 1930.

## Biographie
En 1927, Raffaele Di Paco devient champion d'Italie du contre-la-montre par équipes chez les amateurs.
Il passe professionnel en 1929 et le reste jusqu'en 1944. Au cours de sa carrière, il remporte 53 victoires.
Spécialiste du sprint, il remporte 16 étapes du Tour d'Italie et 11 du Tour de France.
Pendant la Seconde Guerre mondiale, il s'exile en Argentine.
Lors du Tour d'Italie 1936, ses supporters trouvèrent un nouveau moyen d'encouragement qui fera date dans le Tour : l'inscription du nom du coureur à même la chaussée.
En 1931, il apparait dans on propre rôle dans le film Hardi les gars ! réalisé par Maurice Champreux,.

## Palmarès sur route
- 1927
  -  Champion d'Italie du contre-la-montre par équipes amateurs
  - 3e de la Coppa Pietro Linari
- 1928
  - 9e du Tour de Lombardie
- 1929
  - 3e étape du Tour de Campanie
  - Milan-Savone
  - Coppa San Vito
  - 3e du Tour de Campanie
  - 3e du Tour de Lombardie
- 1930
  - Coppa Auricchio
  - 7e étape du Tour d'Italie
  - 2e de Rome-Naples-Rome
  - 2e du Grand Prix de Nice
  - 3e de la Coppa Cavacciocchi
  - 8e du Tour de Lombardie
- 1931
  - 10e, 11e, 19e, 21e et 22e étapes du Tour de France
- 1932
  - 5e étape du Tour d'Italie
  - 9e, 14e, 17e et 18e étapes du Tour de France
  - Tour de la province de Milan (avec Alfredo Binda)
  - 6e de Milan-San Remo
- 1934
  - Milan-Ascoli :
    - Classement général
    - 1re étape

  - 2e du Tour de Vénétie
- 1935
  - 10e, 16e, 19e et 20e étapes du Tour d'Italie
  - 3e et 5eb (contre-la-montre) étapes du Tour de France
  - 3e de Paris-Tours
- 1936
  - 3e, 7e, 10e, 14e et 15e étapes du Tour d'Italie
  - 2e étape du Derby du Nord
  - Milan-Mantoue
  - Grand Prix de Brasschaat
- 1937
  - 5ea (contre-la-montre par équipes) et 8eb étapes du Tour d'Italie
- 1938
  - 8e, 10e et 12e étapes du Tour d'Italie
- 1941
  - Grand Prix de Buenos Aires :
    - Classement général
    - 6e étape

  - Buenos Aires-Mar del Plata :
    - Classement général
    - 1re étape

  - Grand Prix d'Argentine
  - Doble Campana

## Palmarès sur piste
- 1933
  - Prix Goullet-Fogler (avec Learco Guerra)
- 1937
  - Prix Hourlier-Comès (avec Aldo Bini)
- 1940
  - Six jours de Buenos-Aires (avec Gottfried Hürtgen)
- 1942
  - 24 heures de Santiago du Chili (avec Aldo Bertola)
- 1944
  - Six jours de Buenos-Aires (avec Frans Slaats)

## Résultats sur les grands tours

### Tour de France
5 participations
- 1931 : 17e, vainqueur des 10e, 11e, 19e, 21e et 22e étapes,   maillot jaune pendant 4 jours
- 1932 : 33e, vainqueur des 9e, 14e, 17e et 18e étapes
- 1933 : abandon (7e étape)
- 1934 : abandon (2e étape)
- 1935 : abandon (12e étape), vainqueur des 3e et 5eb (contre-la-montre) étapes

### Tour d'Italie
10 participations
- 1929 : 22e
- 1930 : abandon (15e étape), vainqueur de la 7e étape
- 1931 : 33e
- 1932 : abandon (8e étape), vainqueur de la 5e étape
- 1934 : abandon (3e étape)
- 1935 : 32e, vainqueur des 10e, 16e, 19e et 20e étapes
- 1936 : 41e, vainqueur des 3e, 7e, 10e, 14e et 15e étapes
- 1937 : abandon (10e étape), vainqueur des 5ea (contre-la-montre par équipes) et 8eb étapes
- 1938 : 47e, vainqueur des 8e, 10e et 12e étapes
- 1939 : abandon (16e étape)